# Marie Gayot
Pour les articles homonymes, voir Gayot.
Marie Gayot, née le 18 décembre 1989 à Reims, est une ancienne athlète française, spécialiste du 400 mètres, licenciée au club d'EFSRA Reims.

## Carrière
En 2006, Marie Gayot remporte le titre de championne de France cadettes à Dreux. Elle est alors sélectionnée pour la première fois en équipe de France junior sur 400 m.
Elle se classe cinquième du 400 m et quatrième du relais 4 × 400 mètres lors des Championnats d'Europe juniors de 2007. La même année, elle s'adjuge les titres nationaux juniors du 400 m en salle et en plein air.
En mars 2011, Marie Gayot remporte la médaille de bronze du relais 4 × 400 m lors des Championnats d'Europe en salle de Paris-Bercy avec Muriel Hurtis, Floria Gueï et Lætitia Denis. L'équipe de France, qui établit le temps de 3 min 32 s 16, s'incline face à la Russie et le Royaume-Uni.
Elle remporte le 400 m lors du Meeting Femina 2012 en 53 s 71. Lors des championnats de France en salle 2012, elle remporte la finale du 400 m dans un temps de 53 s 16 devenant ainsi championne de France 2012 du 400 mètres en salle.
Le 7 juin 2012, lors des Bislett Games d'Oslo, pour sa première participation à un meeting de la Diamond League, elle termine 7e du 400 mètres en 52 s 47, loin derrière la gagnante et championne du monde en titre Amantle Montsho (49 s 68) et de la seconde Patricia Hall (50 s 71, PB).
Elle décroche la médaille d'argent du relais 4 × 400 m lors des Championnats d'Europe 2012 d'Helsinki, en compagnie de Phara Anacharsis, Floria Gueï et Lénora Guion-Firmin dans le temps de 3 min 25 s 49, devancée par l'Ukraine.
À l'occasion des Jeux olympiques à Londres, l'équipe de France composée de Marie Gayot, Muriel Hurtis, Phara Anacharsis et Floria Gueï finit sixième en finale, avec un temps de 3 min 25 s 92, reclassée finalement à la cinquième place à la suite de l'élimination pour dopage de l'équipe russe.
Lors des championnats de France en salle à Aubière le 17 février 2013, elle établit un nouveau record personnel en 51 s 98, s'emparant au passage du record du championnat. Lors des championnats d'Europe en salle à Göteborg, elle établit aux côtés de Muriel Hurtis, Myriam Soumaré et Phara Anacharsis, le record de France du 4 x 400 m indoor en 3 min 28 s 71.
Lors des Championnats du monde de Moscou, Marie Gayot participe au 400 m et au relais 4 x 400 m. Sur la première épreuve, elle prend la  troisième place de sa série en 51 s 83, ayant dans sa série la future championne du monde Christine Ohuruogu. En demi-finales, elle est éliminée, courant en 51 s 54. Elle termine les mondiaux avec une quatrième place en relais 4 x 400 m aux côtés de Muriel Hurtis, Lénora Guion-Firmin et Floria Gueï. La médaille de bronze leur sera réattribuée en 2017 à la suite de la disqualification de la Russie pour cas de dopage. L'IAAF annonce le 26 juillet 2017 qu'une cérémonie pour remettre la médaille aura lieu le 4 août 2017 pendant les Championnats du monde de Londres.
Après six années passées au sein du CRAC Soissons, de 2004 à 2010, puis trois saisons à l'Amiens UC, de 2011 à 2013, elle signe à l'EFSRA Reims.
Le 17 août 2014, elle remporte la médaille d'or du relais 4 x 400 m en finale des Championnats d'Europe de Zürich, en 3 min 24 s 27, en compagnie de Muriel Hurtis, Agnès Raharolahy et Floria Gueï, course marquée par la remontée spectaculaire de cette dernière. Elle obtient ensuite le titre continental en salle à Prague en mars 2015, peu après avoir fini à la cinquième place de son 400 m individuel, épreuve où elle était en première position dans la course avant de se faire bousculer.
Le 1er juillet 2015, elle améliore à Nancy ses 51 s 54 de Gateshead et de Moscou en réalisant 51 s 39 puis abaisse ce temps à 51 s 27 lors des Championnats de France à Villeneuve-d'Ascq. Aux Championnats du monde de Pékin en août, elle est éliminée en demi-finale (douzième) malgré son nouveau record personnel en 50 s 97. Qualifiée avec l'Équipe de France sur le relais 4 x 400 m, Agnès Raharolahy chute à la suite d'une bousculade avec l'athlète du Nigeria alors qu'elle était en troisième position. L'Équipe de France termine septième de la finale en 3 min 26 s 45.
Le 10 juillet 2016, elle devient vice-championne d'Europe du relais 4 x 400 m à l'occasion des Championnats d'Europe d'Amsterdam en 3 min 25 s 96. Elle participe avec le relais 4 x 400 m aux Jeux olympiques de Rio. La France est éliminée en demi-finale.
Parallèlement, elle termine en 2016 son cursus d'ingénieur  à l'Université de technologie de Compiègne (UTC). Le 7 juillet 2017, après une parenthèse d'une année, elle annonce qu'elle arrête sa carrière pour se consacrer à sa vie professionnelle. Le 22 décembre suivant, elle officialise sa retraite sportive.
Le 30 janvier 2020, elle annonce reprendre sa carrière et s'entrainer avec Teddy Tamgho à l'INSEP. En raison de la pandémie de Covid-19 et du report d'un an des Jeux olympiques de Tokyo, Marie Gayot met définitivement fin à sa carrière sportive. Elle devient alors responsable d'équipe MOA et chefs de projets au sein du groupe RATP.

## Palmarès
| Date | Compétition                       | Lieu      | Résultat | Épreuve   | Temps         |
| ---- | --------------------------------- | --------- | -------- | --------- | ------------- |
| 2007 | Championnats d'Europe juniors     | Hengelo   | 5e       | 400 m     | 53 s 98       |
| 2007 | Championnats d'Europe juniors     | Hengelo   | 4e       | 4 × 400 m | 3 min 37 s 82 |
| 2011 | Championnats d'Europe en salle    | Paris     | 3e       | 4 × 400 m | 3 min 32 s 16 |
| 2011 | Championnats d'Europe espoirs     | Ostrava   | 6e       | 400 m     | 53 s 86       |
| 2011 | Championnats d'Europe espoirs     | Ostrava   | 3e       | 4 × 400 m | 3 min 31 s 73 |
| 2012 | Championnats d'Europe             | Helsinki  | 2e       | 4 × 400 m | 3 min 25 s 49 |
| 2012 | Jeux olympiques                   | Londres   | 5e       | 4 × 400 m | 3 min 25 s 92 |
| 2013 | Championnats d'Europe en salle    | Göteborg  | 4e       | 4 x 400 m | 3 min 28 s 71 |
| 2013 | Championnats d'Europe par équipes | Gateshead | 3e       | 400 m     | 51 s 54       |
| 2013 | Championnats d'Europe par équipes | Gateshead | 3e       | 4 × 400 m | 3 min 29 s 55 |
| 2013 | Championnats du monde             | Moscou    | 3e       | 4 × 400 m | 3 min 24 s 41 |
| 2013 | Jeux de la Francophonie           | Nice      | 2e       | 400 m     | 52 s 33       |
| 2014 | Relais mondiaux de l'IAAF         | Nassau    | 4e       | 4 × 400 m | 3 min 25 s 84 |
| 2014 | Championnats d'Europe             | Zurich    | 7e       | 400 m     | 52 s 14       |
| 2014 | Championnats d'Europe             | Zurich    | 1re      | 4 × 400 m | 3 min 24 s 28 |
| 2014 | DécaNation                        | Angers    | 2e       | 400 m     | 52 s 17       |
| 2015 | Championnats d'Europe en salle    | Prague    | 5e       | 400 m     | 53 s 11       |
| 2015 | Championnats d'Europe en salle    | Prague    | 1re      | 4 × 400 m | 3 min 31 s 61 |
| 2015 | Relais mondiaux de l'IAAF         | Nassau    | 4e       | 4 × 400 m | 3 min 26 s 68 |
| 2015 | Championnats du monde             | Pékin     | 6e       | 4 x 400 m | 3 min 26 s 45 |
| 2015 | DécaNation                        | Paris     | 2e       | 400 m     | 51 s 56       |
| 2016 | Championnats d'Europe             | Amsterdam | 2e       | 4 x 400 m | 3 min 25 s 96 |

## Records
| Épreuve | Épreuve   | Temps   | Lieu             | Date             |
| ------- | --------- | ------- | ---------------- | ---------------- |
| 200 m   | Plein air | 23 s 05 | La Roche-sur-Yon | 23 juillet 2014  |
| 200 m   | En salle  | 23 s 86 | Lyon             | 1er février 2015 |
| 400 m   | Plein air | 50 s 97 | Pékin            | 23 août 2015     |
| 400 m   | En salle  | 51 s 98 | Aubière          | 17 février 2013  |